# Cedric Howell
Cedric Ernest „Spike” Howell DSO, MC, DFC (ur. 17 czerwca 1896 w Adelaide w stanie Australia Południowa, zm. 10 grudnia 1919 w Agios Georgios na greckiej wyspie Korfu) – australijski pilot wojskowy, as myśliwski z czasów I wojny światowej.

## Życiorys
Cedric Ernest Howell urodził się w miejscowości Adelaide na terenie stanu Australia Południowa. W roku 1916 wstąpił do Australian Imperial Force, by walczyć w I wojnie światowej. Trafił do 46. Batalionu i jako członek tej jednostki walczył na froncie zachodnim. W listopadzie tego samego roku wyrażono zgodę na jego przeniesienie do Royal Flying Corps. Został więc przetransportowany statkiem do Wielkiej Brytanii, gdzie uczył się pilotażu. Szkolenie ukończył w roku 1917 ze stopniem podporucznika i w październiku tego samego roku przydzielono go do No. 45 Squadron RFC stacjonującego we Francji. Dwa miesiące później jednostka ta przeniosła się na włoski teatr działań wojennych.
Cedric Howell przez osiem miesięcy wykonywał powierzone sobie zadania nad Włochami. Należały do nich przeprowadzanie ataków na cele naziemne i walka z celami powietrznymi. W czasie całej swej służby wojskowej zestrzelił łącznie dziewiętnaście samolotów wroga, w tym 12 lipca 1918 roku, kiedy to zaatakował wraz z towarzyszami z jednostki formację liczącą od dziesięciu do piętnastu niemieckich samolotów, z których sam strącił pięć i w dowód uznania otrzymał Distinguished Service Order. Howellowi już wcześniej nadano inne ważne brytyjskie odznaczenia wojskowe: Military Cross i Distinguished Flying Cross. W lipcu 1918 został skierowany do Wielkiej Brytanii.
Po zakończeniu wojny wziął udział w wyścigu powietrznym z Anglii do Australii, jednak 10 grudnia 1919 roku lecąc nad wyspą Korfu z nieznanych przyczyn starał się wykonać lądowanie awaryjne, jednak nie udało mu się to i jego samolot Martinsyde F.4 Type A.Mk I wpadł do zatoki św. Jerzego i rozbił się, a morze wyrzuciło na brzeg martwe ciało Cedrica Howella.

## Młodość
Cedric Ernest Howell urodził się 17 czerwca 1896 roku w australijskiej miejscowości Adelaide położonej w stanie Australia Południowa. Był synem księgowego Ernesta Howella i Idy Caroline z domu Hasch. Naukę rozpoczął w 1909 roku w Melbourne Church of England Grammar School i był aktywnym członkiem szkolnej jednostki Australian Army Cadets. Po ukończeniu szkoły średniej w 1913 roku Cedric Howell znalazł zatrudnienie jako rysownik. Wstąpił też do Citizen Military Forces następnie został przydzielony do 49. Batalionu Kadetów (zwanego praskim) Citizens Military Force i w roku 1914 otrzymał stopień podporucznika (ang. second lieutenant).

## I wojna światowa

### Z Australian Imperial Force do Royal Flying Corps
W sierpniu 1914 roku po wybuchu I wojny światowej Howell starał się o wcielenie do nowo utworzonego korpusu eksepedycyjnego Australian Army – Australian Imperial Force, ale jego prośba została odrzucona. W następnym roku zrezygnował z pełnienia służby w Citizens Military Force i ponownie wnioskował o przyjęcie do Australian Imperial Force, by w ten sposób móc aktywnie uczestniczyć w działaniach wojennych. 1 stycznia 1916 wyrażono na to zgodę. Ze względu na młody wiek Cedric Howell nie mógł zostać od razu oficerem i w związku z tym nadano mu stopień szeregowego, by następnie dołączyć go do 16. posiłków 14. Batalionu, którego żołnierze 14 marca w Melbourne weszli na pokład okrętu transportowego HMAT „Anchises” i popłynęli w stronę Francji. Po przybyciu na miejsce Cedric Howell został wcielony do nowo utworzonego 46. batalionu, a cztery dni później otrzymał promocję na kaprala. W czerwcu, w czasie toczącej się właśnie bitwy nad Sommą, w której brał udział jego oddział, Cedric Howell otrzymał czasowo rangę sierżanta, a w następnym miesiącu brał udział w bitwie pod Pozières. W sierpniu zrzekł się powierzonych mu czasowo stanowisk i rang, w związku z czym był odtąd żołnierzem w stopniu lance corporal, czyli usytuowanym między stopniami szeregowego a kaprala. W czasie walk ujawnił się talent strzelecki Cedrica Howella, dlatego też żołnierz ten w czasie swej służby w 46. Batalionie otrzymał przeszkolenie na strzelca wyborowego.

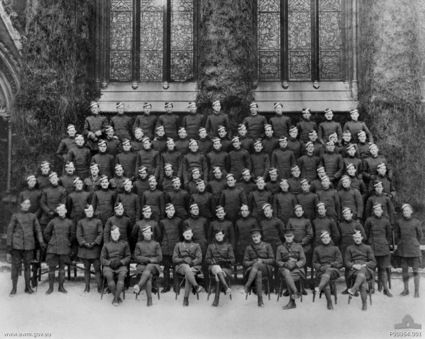
Zdjęcie grupowe instruktorów pilotarzu oraz kadetów, którzy byli w grupie 200 żołnierzy Australian Imperial Force, którzy mieli odbyć szkolenie w zakresie pilotażu w Royal Flying Corps zrobione w Oksfordzie w Anglii. Cedric Howell znajduje się w ostatnim rzędzie jako pierwszy od lewej.

11 listopada 1916 roku Howell znalazł się w grupie dwustu Australijczyków, którzy mieli trafić do Royal Flying Corps, by uczestniczyć w szkoleniu z zakresu pilotażu samolotów. Po przybyciu na Wyspy Brytyjskie żołnierz ten został wcielony do stacjonującego w Durham No. 1 Royal Flying Officers' Cadet Battalion, gdzie otrzymał podstawowe instrukcje. 16 marca 1917 – w dniu ukończenia szkolenia został formalnie zwolniony ze służby w Australian Imperial Force, a następnego dnia został przyjęty do Royal Flying Corps i otrzymał tymczasowo stopień podporucznika (ang. second lieutenant). Cedric Howell dołączył w kwietniu do No. 17 Reserve Squadron, a 25 lipca otrzymał stopień flying officer oraz zatrudniono go w Central Flying School. 12 września w anglikańskim kościele św. Szczepana w Bush Hill Park odbyła się ceremonia zaślubin Cedrica Howella i Cicely Elizabeth Hallam Kilby.

### Pilot myśliwski
W październiku 1917 roku Cedric Howell został wysłany do Francji i tam dołączył do No. 45 Squadron RFC, by pilotować samoloty marki Sopwith Camel. Na krótko przed tym żołnierz ten zachorował na malarię, przez co mocno wychudł, co w połączeniu z jego wysokim wzrostem spowodowało, że nadano mu później przezwisko „Spike”. Tylko przez krótki czas służył na froncie zachodnim, gdyż jego jednostka została pod koniec grudnia przeniesiona do Włoch. Podczas pełnienia służby na froncie włoskim Howell uczestniczył w kilku misjach wiążących się z walką powietrzną i atakowaniem celów naziemnych. Udało mu się zniszczyć wrogi konwój transportowy próbujący przekroczyć Alpy. 1 kwietnia 1918 roku połączono Royal Flying Corpse z Royal Naval Air Service tworząc Royal Air Force i w ten sposób tego dnia stopień Cedrica Howella został zmieniony na lieutenant, co także odpowiada polskiemu podporucznikowi.
W pierwszej połowie 1918 roku Howell przeprowadził serię nalotów na cele naziemne, z których jednym była elektrownia. Z wysokości 30 m trzy razy trafił swymi bombami w tenże budynek. Odnosił także sukcesy w walce z samolotami państw centralnych, dzięki czemu otrzymał wtedy status asa myśliwskiego. W czasie jednego z lotów patrolowych wykonywanych 13 maja z dwoma innymi żołnierzami jego dywizjonu wraz ze swymi towarzyszami przechwycił grupę dwunastu samolotów wroga. W bitwie, która z tego wynikła Cedric Howell pomimo tego, że w jego samolocie oba pistolety maszynowe często się zacinały udało mi się zestrzelić trzy jednostki wroga, a czwartą unieszkodliwić. Za jego „szczególną odwagę i oddanie się obowiązkom” w przeprowadzeniu ataków na cele naziemne oraz zniszczeniu siedmiu samolotów państw centralnych Cedric Howell otrzymał Military Cross. Informację, o odznaczeniu podała 16 września 1918 roku w suplemencie London Gazette.
1 czerwca 1918 otrzymał tymczasowo stopień kapitana, a już osiem dni później dowodził on grupą trzech myśliwców. W czasie patrolu lotnicy ci zauważyli sześć austro-węgierskich samolotów zwiadowczych, a następnie zaatakowali je. Dwa z nich zestrzelił Cedric Howell. W tym samym miesiącu w czasie podobnego patrolu odbywanego z dwoma towarzyszami przechwycił on grupę dziewięciu samolotów. Walkę wygrali żołnierze ententy, zestrzeliwując nie mniej niż sześć jednostek nieprzyjaciela; siódma sama się rozbiła. Howell zniszczył trzy z nich. W nagrodę za zestrzelenie w sumie pięciu samolotów Cedric Howell – „świetnie walczący oficer, umiejętny i zdeterminowany” – otrzymał w czerwcu Distinguished Flying Cross, o czym gazety poinformowały 21 września 1918 roku.
Cedric Howell był akurat na patrolu, kiedy to 15 czerwca niemieckie i austriackie siły rozpoczęły bitwę nad Piawą ostrzeliwując wojska ententy z przeciwległego brzegu rzeki. Zauważywszy to, zawrócił, dotarł do bazy o godzinie 11:40 i jako pierwszy przyniósł informację o ataku. Następnie zatankowanym uzbrojonym w bomby samolotem wraz z resztą dywizjonu wykonał cztery naloty skierowane przeciwko wojskom nieprzyjacielskim. 45. Dywizjon zniszczył most pontonowy, jedną łódź oraz okop pełen żołnierzy, a także śmiertelnie ranił setki żołnierzy wroga strzałami z pistoletów maszynowych. Inne mosty zostały zmyte przez silny deszcz i 18 czerwca australijskie wojska zgromadzone na alianckim brzegu rzeki przeprowadziły kontratak.
12 lipca 1918 roku kapitan Cedric Howell oraz podporucznik (ang. lieutenant) Alan Rice-Oxley wzbili się w niebo w swoich samolotach Sopwith Camel. Niedługo po tym para napotkała wrogą formację składającą się z od dziesięciu do piętnastu samolotów. W bitwie powietrznej, która się wywiązała Cedric Howell zestrzelił cztery maszyny państw centralnych, a jedną unieszkodliwił. Dwa dni później Cedric Howell zestrzelił dwa wrogie samoloty i doprowadził do rozbicia się kolejnej na terytorium, będącym pod kontrolą wojsk ententy. 15 lipca dowodził grupą trzech jednostek Sopwith Camel w ataku na szesnaście samolotów zwiadowczych. Jemu samemu udało się zniszczyć dwie maszyny wroga. Były to ostatnie zestrzelenia w czasie służby wojskowej Cedrica Howella, co łącznie daje sumę dziewiętnastu powietrznych zwycięstw: piętnaście samolotów żołnierz ten zetrzelił, trzy unieszkodliwił oraz doprowadził do schwytania jednej. Wynik ten plasuje Cedrica Howella na drugiej pozycji po Matthew Frew w rankingu zwycięstw powietrznych No. 45 Squadron RFC choć niektóre źródła przypisują Howellowi do trzydziestu zwycięstw w powietrzu.

## Lot z Anglii do Australii
Podczas swego pobytu w Anglii Howell uczestniczył w ceremonii nadania inwestytury, która odbyła się 13 grudnia 1918 roku w Pałacu Buckingham. Wtedy to otrzymał z rąk króla Jerzego V Distinguished Service Order oraz Military Cross.
Howell został zwolniony ze służby w Royal Air Force 31 lipca 1919 roku. Tego też roku rząd Australii ogłosił, że australijski pierwszy pilot, który na samolocie brytyjskim, lub któregokolwiek państwa Wspólnoty Narodów przeleci w ciągu 30 dni z Anglii do Australii otrzyma nagrodę 10 000 £. 15 sierpnia przyjął propozycję złożoną mu przez firmę Martinsyde, by wziął udział w zawodach lecąc wyprodukowanym przez tę firmę samolotem Martinsyde F.4 Type A.Mk I napędzanym silnikiem Rolls-Royce. Miał mu towarzyszyć pułkownik George Henry Fraser – utalentowany nawigator i inżynier, który w czasie wojny służył w Australian Flying Corps.
4 grudnia 1919 roku Howell i Fraser wystartowali z lotniska Hounslow Heath Aerodrome szybko jednak zła pogoda zmusiła ich do lądowania tego samego dnia we francuskim Dijon. Następnego dnia dotarli do Pizy we Włoszech gdzie wymieniono w samolocie płozę ogonową po czym para poleciała w stronę Neapolu, który osiągnęła 6 grudnia. Popołudniem 10 grudnia Howell i Fraser wystartowali z pełnymi bakami z lotniska w Tarencie. Mieli on zamiar dolecieć do Afryki, ale złe warunki pogodowe przeszkodziły im zmuszając ich do skierowania się w stronę Krety. Według relacji świadków ich samolot przeleciał o godzinie 20:00 nad zatoką św. Jerzego na wyspie Korfu. Z nieznanych przyczyn Howell i Fraser próbowali wykonać manewr awaryjnego lądowania na wyspie, jednak nie zdołali do niej dolecieć i wpadli do morza. Mieszkańcy tego rejonu mówili później, że słyszeli w nocy odgłosy wołania o pomoc biegnące od strony morza, ale zła pogoda nie pozwoliła na podjęcie akcji ratunkowej. Wrak samolotu oraz ciało Howella znaleziono później na wybrzeżu morza, jednak szczątki Frasera nie zostały nigdy odnalezione.
W dowód uznania za zasługi z czasów wojny pogrzeb Howella odbył się z całym ceremoniałem wojskowym na cmentarzu Warringal Cemetery w Heidelbergu w australijskim stanie Victoria. Uczestniczyło w nim kilkaset ludzi między innymi wdowa po zmarłym, rodzice i siostra. W kondukcie pogrzebowym ciało spoczywało w trumnie umieszczonej na lawecie armaty obsługiwanej przez żołnierzy Royal Australian Garrison Artillery. Trumnę nieśli kapitanowie: Adrian Cole, Frank Lukis i Raymond Brownell oraz pięciu innych oficerów służących w Royal lub Australian Flying Corps. 12 lutego 1923 generał Sir Harry Chauvel odsłonił w kościele św. Anzelma w Middle Park witraż przedstawiający scenę wniebowstąpienia Jezusa Chrystusa z dedykacją: „Umiłowanej pamięci Cedrica Ernesta Howella DSO MC DFC kapitana RAF-u, który zginął niedaleko Korfu lecąc do Australii w grudniu 1919 w wieku 22 lat”. Po zamknięciu tego obiektu sakralnego w roku 2001 witraż przeniesiono do kościoła parafialnego św. Sylasa w Albert Park.